# Maloya (Tanz)

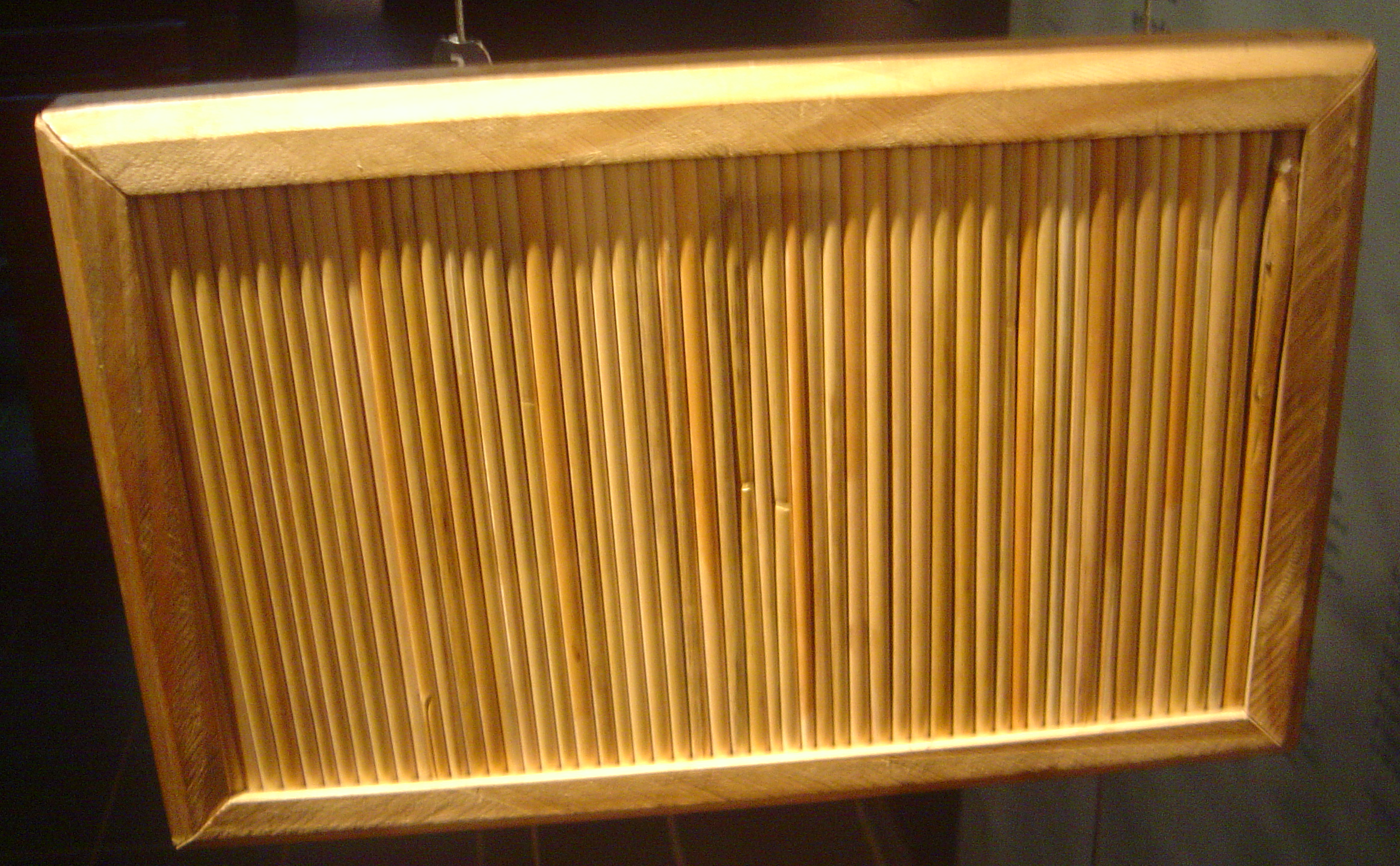
Floßrassel caïamb

Maloya ist neben dem Sega das Hauptmusikgenre und ein Tanzstil auf der Insel Réunion im Indischen Ozean.
Der Maloya zeichnet sich durch komplizierte Perkussions-Rhythmen aus. Neben der Bassgitarre spielen traditionelle Musikinstrumente wie caïamb (eine mit Paternostererbsen- oder Canna-Samen gefüllte Floßrassel aus Zucker- oder Schilfrohr), roulèr (eine große einfellige Zylindertrommel, die aus einem ausgehöhlten Baumstamm gefertigt wird) und bobre (ein einsaitiger Musikbogen mit Kalebassenresonator) eine wichtige Rolle. Im Unterschied zum Sega fehlt beim Maloya die Rahmentrommel ravanne.
Das Wort „Maloya“ kommt aus dem Madagassischen maloy aho, was so viel wie „aussprechen“, „plaudern“ oder „quatschen“ bedeutet. Maloya kann sowohl als Arbeits-, als auch als Klagelied (Moritat) gedeutet werden.
Er entstand bei den Sklaven, die bei der Zuckerrohrernte arbeiteten, und wird manchmal wegen seiner Entstehungsgeschichte mit dem Blues der nordamerikanischen Baumwollpflücker verglichen.
Lange Zeit führte Maloya eine Art Schattendasein und war zeitweise sogar durch die Kolonialverwaltung und die Sklavenhalter verboten. In den 1970er Jahren wurde Maloya von réunionesischen Musikern „wiederentdeckt“. Einer der bekanntesten Künstler des Maloya ist Danyèl Waro. Meddy Gerville hat versucht, unter Aufnahme von Jazzelementen die Maloyamusik weiterzuentwickeln.
Im Jahr 2009 wurde der Maloya für Frankreich von der UNESCO in die UNESCO-Liste des immateriellen Kulturerbes der Menschheit aufgenommen.